# Дун Фанчжо
Дун Фанчжо (кит. 董方卓; 23 января 1985, Далянь, Ляонин, Китай) — китайский футболист, нападающий.

## Клубная карьера

### Далянь Шидэ
Впервые Дун Фанчжо заявил о себе в 2000 году, когда был назван игроком юношеского турнира (до 17 лет) в Китае. Он заключил первый профессиональный контракт с клубом «Далянь Сайдэлун», которому помог завоевать призовое место в Китайской Лиге Б в 2002 году. После этого он попал в национальную команду до 23 лет, а также сменил команду на «Далянь Шидэ», один из самых успешных клубов в Китае. Дун отличился в своем втором матче за новую команду в квалификационном раунде Лиги чемпионов АФК 2002/03 годов.

### Европа
Дун Фанчжо стал первым китайским футболистом в «Манчестер Юнайтед». Перейдя в «Юнайтед» в январе 2004 года из «Далянь Шидэ», он тут же был отдан на два года в аренду в бельгийский «Антверпен», пока не получил право на работу в Англии и возможность играть в английской Премьер-лиге.
В 2005 году Дун принял участие в предсезонном азиатском турне «Юнайтед», в ходе которого дебютировал в команде в матче со сборной Гонконга, который манкунианцы выиграли со счётом (2:0), а Дун забил один мяч. В 2006 году юный китайский нападающий отличился во время летнего турне команды по Южной Африке, забив единственный мяч в матче против команды «Кайзер Чифс».
В конце 2006 года «Манчестер Юнайтед» получил для Дуна разрешение на работу в Англии, а 17 января 2007 года он подписал новый контракт с «Юнайтед» до 2010 года и получил право выступать в Премьер-лиге. Дебют на Олд Траффорд состоялся в товарищеском матче 13 марта 2007 года - Дун вышел на замену на 72 минуте, а его команда одержала победу со счетом 4-3. Однако регулярно выступал Дун лишь за резервную команду. Дебют в Премьер-лиге состоялся 9 мая 2007 года против «Челси» на Стэмфорд Бридж, в котором он вышел в паре с Оле Гуннаром Сульшером. 12 декабря 2007 года, Дун впервые принял участие в матче Лиги чемпионов УЕФА в последнем матче квалификационного раунда против «Ромы», когда вышел на замену вместо Уэйна Руни. Таким образом он стал вторым представителем Китая, который принял участие в розыгрыше Лиги чемпионов УЕФА (первым был Сунь Сян). Однако после этого он всего лишь раз выходил в официальных матчах в сезоне 2007–08 годов, сыграв 90 минут в Кубке Лиги против «Ковентри Сити». В матчах за резервную команду Дун забил четыре мяча в трех матчах, однако затем получил повреждение.
Перед началом сезона 2008/09 Дуну не достался номер, футболка с его номером 21 перекочевала к Рафаэлю да Силве. 28 августа 2008 года, Футболист и «Юнайтед» оформили соглашение, по которому он может прервать действие текущего контракт, если найдет команду, за которую сможет выступать в основном составе.

### Дальнейшая карьера
27 августа 2008 года Дун вернулся в Китай, перейдя в клуб «Далянь Шидэ». В новой команде он взял номер 9, под которым ранее выступал знаменитый китайский нападающий Хао Хайдун. Несмотря на ожидания, игрок не слишком хорошо показал себя в китайской Суперлиге. Не выдержав конкуренции в составе новой команды, Дун Фанчжо был переведен в резервный состав. Также он не был приглашен и в национальную сборную.
После тренировок с польской командой «Легия» в Испании и на Кипре, Дун подписал контракт на 18 месяцев с возможностью продления ещё на два года в случае удачного выступления за новую команду. Первый матч в составе «Легии» сыграл 13 марта 2010 года против «Полонии».. 1 августа 2010 года контракт с ним был расторгнут.
По рекомендации бывшего партнера по «Манчестер Юнайтед» Криштиану Роналду, в августе 2010 года Дун заключил контракт сроком на один год с португальским клубом «Портимоненсе».
В марте 2011 года, после недолгого пребывания в Португалии, Дун вновь сменил клуб. На этот раз им стал представитель Армении футбольный клуб «Мика». Дун Фанчжо стал первым китайским футболистом в Армении. Не став долго входить в колею, сразу завоевал место в игровой схеме команды.

## Международная карьера

### Голы за национальную сборную
| № | Дата           | Место                                | Соперник       | Счёт | Результат | Соревнование                 |
| - | -------------- | ------------------------------------ | -------------- | ---- | --------- | ---------------------------- |
| 1 | 3 июня 2006    | Хардтурм, Цюрих                      | Швейцария      | 1:4  | 1:4       | Товарищеский матч            |
| 2 | 7 августа 2008 | Шэньянский Олимпийский центр, Шэньян | Новая Зеландия | 1:1  | 1:1       | Летние Олимпийские игры 2008 |

## Статистика
Данные на 24 ноября 2011
| Клуб              | Сезон            | Чемпионат | Чемпионат | Кубки | Кубки | Еврокубки | Еврокубки | Всего | Всего |
| Клуб              | Сезон            | Матчи     | Голы      | Матчи | Голы  | Матчи     | Голы      | Матчи | Голы  |
| ----------------- | ---------------- | --------- | --------- | ----- | ----- | --------- | --------- | ----- | ----- |
| Далянь Сайдэлун   | 2002             | ?         | 2         | 0     | 0     | 0         | 0         | ?     | 2     |
| Всего             | Всего            | ?         | 2         | 0     | 0     | 0         | 0         | ?     | 2     |
| Далянь Шидэ       | 2003             | 8         | 0         | 0     | 0     | 0         | 0         | 8     | 0     |
| Всего             | Всего            | 8         | 0         | 0     | 0     | 0         | 0         | 8     | 0     |
| Антверпен         | 2003/04          | 9         | 1         | 0     | 0     | 0         | 0         | 9     | 1     |
| Антверпен         | 2004/05          | 19        | 6         | 3     | 1     | 0         | 0         | 22    | 7     |
| Антверпен         | 2005/06          | 28        | 18        | 1     | 0     | 0         | 0         | 29    | 18    |
| Антверпен         | 2006/07          | 14        | 9         | 1     | 2     | 0         | 0         | 15    | 11    |
| Всего             | Всего            | 70        | 34        | 5     | 3     | 0         | 0         | 75    | 37    |
| Манчестер Юнайтед | 2006/07          | 1         | 0         | 0     | 0     | 0         | 0         | 1     | 0     |
| Манчестер Юнайтед | 2007/08          | 0         | 0         | 1     | 0     | 1         | 0         | 2     | 0     |
| Всего             | Всего            | 1         | 0         | 1     | 0     | 1         | 0         | 3     | 0     |
| Далянь Шидэ       | 2008             | 11        | 0         | 0     | 0     | 0         | 0         | 11    | 0     |
| Далянь Шидэ       | 2009             | 15        | 0         | 0     | 0     | 0         | 0         | 15    | 0     |
| Всего             | Всего            | 26        | 0         | 0     | 0     | 0         | 0         | 26    | 0     |
| Легия             | 2009/10          | 2         | 0         | 2     | 0     | 0         | 0         | 4     | 0     |
| Всего             | Всего            | 2         | 0         | 2     | 0     | 0         | 0         | 4     | 0     |
| Портимоненсе      | 2010/11          | 3         | 0         | 1     | 1     | 0         | 0         | 4     | 1     |
| Всего             | Всего            | 3         | 0         | 1     | 1     | 0         | 0         | 4     | 1     |
| Мика              | 2011             | 21        | 4         | 3     | 2     | 0         | 0         | 24    | 6     |
| Всего             | Всего            | 21        | 4         | 3     | 2     | 0         | 0         | 24    | 6     |
| Всего за карьеру  | Всего за карьеру | 131       | 40        | 12    | 6     | 1         | 0         | 144   | 46    |

## Достижения
- Обладатель Кубка Армении: 2011